# Yangjiazhuang
Yangjiazhuang (chinesisch 楊家莊鎮 / 杨家庄镇, Pinyin Yángjiāzhuāng Zhèn) ist eine Großgemeinde im Osten des Kreises Laiyuan der bezirksfreien Stadt Baoding in der chinesischen Provinz Hebei. Yangjiazhuang hat eine Fläche von 97 km², Ende 2018 besaß die Großgemeinde 12.012 registrierte Einwohner.
Im Süden von Yangjiazhuang wird Asbest-Tagebau betrieben, außerdem gibt es in der Großgemeinde Kupfer-, Eisen-, Blei-, Zink-, Molybdän- und Mangan-Vorkommen.
Seit dem 30. März 2023 baut das Institut 101 der Akademie für Flüssigkeitsraketentriebwerkstechnik auf dem Gebiet des Verwaltungsdorfs Tongchuan im Nordwesten des Gemeindegebiets auf einem 66,7 ha großen Gelände ein Prüfzentrum für mit kryogenen Flüssigtreibstoffen arbeitende Triebwerke mit einer Schubkraft von bis zu 5000 kN, das „Prüfzentrum Laiyuan für Raumfahrtantriebe“ (航天宇航动力涞源试验中心).

## Administrative Gliederung
Yangjiazhuang setzt sich aus vier Einwohnergemeinschaften und 18 Verwaltungsdörfern zusammen.
Diese sind:
Einwohnergemeinschaft Futuyu (浮图峪社区)
Einwohnergemeinschaft Gangchang (钢厂社区)
Einwohnergemeinschaft Mujicun (木吉村社区)
Einwohnergemeinschaft Tongkuang (铜矿社区)
Dorf Dongzhangjiazhuang (东张家庄村)
Dorf Fanjiazhuang (范家庄村)
Dorf Gaojiazhuang (高家庄村)
Dorf Jingjiatan (井家滩村)
Dorf Lanjiazhuang (兰家庄村)
Dorf Nanlijiazhuang (南李家庄村)
Dorf Niujiagouzhang (牛家沟掌村)
Dorf Sandaocheng (三道城村)
Dorf Suijiazhuang (隋家庄村)
Dorf Tianqiao (天桥村)
Dorf Tieling (铁岭村)
Dorf Tongchuan (仝川村)
Dorf Tu’an (土安村)
Dorf Xiaohe (小河村)
Dorf Yanmeidong (烟煤洞村)
Dorf Yangjiazhuang (杨家庄村), Regierungssitz der Großgemeinde
Dorf Zhijiazhuang (支家庄村)
Dorf Zhoujiazhuang (周家庄村)

## Verkehrsanbindung
Durch den Norden des Gemeindegebiets führt die Autobahn G9511 von der Anschlussstelle Laishui der Hauptstadtregion-Ringautobahn zur Großgemeinde Laiyuan, und mehr oder weniger parallel dazu die Hebeier Ringfernstraße G112.